# Rašeliniště u Martinala
Rašeliniště u Martinala je přírodní rezervace zhruba 2,5 km západně od obce Stachy v okrese Prachatice. Rezervaci tvoří dvě územně nesouvislé plochy na východním úbočí Popelové hory nad osadami Jáchymov a Michalov. Chráněné území náleží do širšího pramenného prostoru Jáchymovského potoka. Oblast spravuje Správa NP a CHKO Šumava.
Předmětem ochrany je přirozeně se vyvíjející přechodové rašeliniště; přirozeně se vyvíjející podhorské a horské smilkové trávníky s jalovcem (Juniperus communis); silně ohrožené druhy savců a jejich biotopy: rys ostrovid (Lynx lynx); silně ohrožené druhy ptáků a jejich biotopy: chřástal polní (Crex crex), jeřábek lesní (Tetrastes bonasia), bramborníček hnědý (Saxicola rubetra), ťuhýk obecný (Lanius collurio), bekasina otavní (Gallinago gallinago), linduška horská (Anthus spinoletta); ohrožené druhy ptáků a jejich biotopy: ořešník kropenatý (Nucifraga caryocatactes), sluka lesní (Scolopax rusticola); kriticky ohrožené druhy bezobratlých a jejich biotopy: střevlík Menetriesův (Carabus menetriesi); kriticky ohrožené druhy plazů, obojživelníků a jejich biotopy: zmije obecná (Vipera berus); silně ohrožené druhy plazů, obojživelníků a jejich biotopy: slepýš křehký (Anguis fragilis), ještěrka obecná (Lacerta agilis), ještěrka živorodá (Zootoca vivipara), čolek horský (Ichthyosaura alpestris); ohrožené druhy plazů, obojživelníků a jejich biotopy: užovka obojková (Natrix natrix), ropucha obecná (Bufo bufo); silně ohrožené druhy rostlin a jejich biotopy: rosnatka okrouhlolistá (Drosera rotundifolia), všivec lesní (Pedicularis sylvatica); ohrožené druhy rostlin a jejich biotopy: dřípatka horská (Soldanella montana), prstnatec májový pravý (Dactylorhiza majalis subsp. majalis), prstnatec Fuchsiův pravý (Dactylorhiza fuchsii subsp. fuchsii), kyhanka sivolistá (Andromeda polifolia), klikva bahenní (Vaccinium oxycoccos), pleška stopkatá (Willemetia stipitata), prha arnika (Arnica montana).